# Jacques Cotta (télévision)
Pour les articles homonymes, voir Cotta et Jacques Cotta.
Jacques Cotta est journaliste, réalisateur et producteur de documentaires télévisés français.
Il est aussi écrivain, auteur de plusieurs ouvrages d'enquêtes sur des thèmes comme les travailleurs pauvres et les services publics.
Il a produit et réalisé la série télévisée Dans le secret de ... qui lui a valu plusieurs récompenses.
Nombre des documentaires réalisés par Jacques Cotta sont réalisés avec Pascal Martin.
De 2017 à 2018 il anime l'émission Dans la gueule du loup pour Le Média. Il en démissionne le 11 octobre 2018, à la suite d'un refus collégial de l'équipe du Média sur l'angle choisi pour traiter l'émission prévue « L'Italie, péninsule des paradoxes ».
Depuis il co-anime le site d'informations politiques La Sociale.

## Biographie
Il est le fils de Jacques Cotta, avocat pénaliste et maire SFIO de Nice à la Libération (de 1945 à 1947), frère de Françoise Cotta, demi-frère de la journaliste Michèle Cotta et d'Alain Cotta.

## Filmographie

### SérieDans le secret
(Attention : liste incomplète)
1. Dans le secret de l'immobilier (1997)
2. Dans le secret des lycées (1997)
3. Dans le secret des accidents de la route (1997)
4. Dans le secret de nos assiettes (1997)
5. Dans le secret des palaces (1997)
6. Dans le secret des pompiers (1998)
7. Dans le secret de l'Église catholique de France (1999)
8. Dans le secret du grand bazar européen (1999)
9. Dans le secret du nucléaire (1999)
10. Dans le secret du patronat (2001)
11. Dans le secret de la prison de Fleury-Mérogis (2003)
12. Dans le secret de la sécurité (2005)[2]
13. Dans le secret des inspecteurs du travail assassinés ! (2005)
14. Dans le secret des sectes
15. Dans le secret de... Un Toit à tout prix (2006)
16. Dans le secret de... Bons pour le service (2007)
17. Dans le secret de l'accès aux soins (octobre 2008)[3]
18. Dans le secret de la révolte des victimes (2008)
19. Dans le secret de la spéculation financière (2010)
20. Dans le secret des licenciements (première diffusion en février 2011)
21. Dans le secret de la justice (2011)
22. Dans le secret du crime financier (2012)
23. Dans le secret du Mont-de-Piété (2013
24. Dans le secret du burn-out (2015)
25. Dans le secret de la violence sociale (2017)[4]

### Autres films
- Front national, la nébuleuse (1993)
- Le Sondage de la peur (2009)[5]
- Les Riches, l'impôt et la fortune (2007), 52 min, avec Pascal Martin

## Ouvrages
- Dans le secret des sectes, Flammarion, 1992, en collaboration avec Pascal Martin  (ISBN 978-2286039684)
- L'Illusion plurielle. Pourquoi la gauche n'est plus la gauche, Lattès, 2001, en collaboration avec Denis Collin  (ISBN 978-2709621984)
- 7 millions de travailleurs pauvres. La face cachée des temps modernes, Fayard, 2006  (ISBN 978-2213625591)
- Riches et presque décomplexés, Fayard, octobre 2008  (ISBN 978-2213633268)
- Qui veut la peau des services publics?, Jean-Claude Gawsewitch Éditeur, 2011  (ISBN 978-2350132501)
- Un CDD sinon rien, Jean-Claude Gawsewitch, 2012  (ISBN 978-2-35013-328-7)
- L'Imposteur, éditions Balland, 2014  (ISBN 978-2350134604)
- Macronavirus... - La Barbarie en marche, À quand la fin ?, Bookelis,  2020  (ISBN 979-10-359-4454-4)
- La catastrophe en marche et les moyens de la conjurer, Bookelis, 2022  (ISBN 979-10-359-6336-1)

## Récompense
- 1993 : 7 d'or, dans la catégorie « grand reportage » pour Front national, la nébuleuse diffusé dans l'émission Envoyé spécial